# Tagged Message Delivery Agent
Tagged Message Delivery Agent (kurz TMDA) ist eine Open Source Applikation, die serverseitig Nachrichten unbekannter Herkunft zurückhält und somit Spam weitgehend blockiert. Diese Nachrichten werden dem Empfänger erst zugestellt, nachdem der Absender eine Challenge-Response-Authentifizierung durchlaufen hat. Zukünftige Nachrichten des Absenders werden nach der Authentifizierung nicht mehr zurückgehalten. TMDA nutzt damit eine Form des Greylisting. Die Software wird seit 2011 nicht mehr weiterentwickelt.